# 日利納
日利納（斯洛伐克語發音：[ˈʐilina]）是位於斯洛伐克西北部的一個城市。日利納是斯洛伐克第四大城市，人口約8.5萬，是重要的工业城市。日利納是日利納州的首府所在地。

## 友好城市
日利納與下列城市結為有好城市：
- 波蘭 別爾斯科-比亞瓦
- 中国 長春市
- 乌克兰 聶伯城
- 比利时 埃森
- 捷克 弗里代克-米斯泰克
- 塞爾維亞 基金達
- 捷克 比爾森
- 捷克 布拉格15區
- 捷克 特日內茨